# ميشيل هوارد
ميشيل هوارد (بالإنجليزية: Michelle Janine Howard)‏ هي ضابطة أمريكية، ولدت في 30 أبريل 1960 في March Air Reserve Base ‏ في الولايات المتحدة.

## وصلات خارجية
- الموقع الرسمي
- ميشيل هوارد على موقع الموسوعة البريطانية (الإنجليزية)